# Sandra Schoonvaere
Sandra Schoonvaere (16 juli 1972) is een Belgisch voormalig korfbalster.

## Levensloop
Schoonvaere was actief bij AKC. Daarnaast maakte ze deel uit van het Belgisch korfbalteam waarmee ze onder meer zilver behaalde op de Wereldspelen van 1997 en het wereldkampioenschap van 2003.